# Classificació d'una sola classe
En l'aprenentatge automàtic, la classificació d'una classe (OCC), també coneguda com a classificació unària o modelatge de classes, intenta identificar objectes d'una classe específica entre tots els objectes, aprenent principalment a partir d'un conjunt d'entrenament que conté només els objectes d'aquesta classe encara que existeixen variants de classificadors d'una classe on s'utilitzen contra-exemples per refinar encara més el límit de classificació. Això és diferent i més difícil que el problema de classificació tradicional, que intenta distingir entre dues o més classes amb el conjunt d'entrenament que conté objectes de totes les classes. Alguns exemples inclouen el seguiment de les caixes de canvis dels helicòpters, predicció de fallades del motor o l'estat operatiu d'una planta nuclear com a "normal": En aquest escenari, si n'hi ha cap, exemples d'estats de sistema catastròfics; només es coneixen les estadístiques de funcionament normal.
Tot i que molts dels enfocaments anteriors se centren en el cas d'eliminar un nombre reduït d'anomalies o anomalies, també es pot aprendre l'altre extrem, on la classe única cobreix un petit subconjunt coherent de dades, utilitzant un enfocament de coll d'ampolla de la informació.

## Visió general
El terme classificació d'una classe (OCC) va ser encunyat per Moya i Hush (1996) i es poden trobar moltes aplicacions a la literatura científica, per exemple, detecció de valors atípics, detecció d'anomalies, detecció de novetats. Una característica d'OCC és que només utilitza punts de mostra de la classe assignada, de manera que no cal estrictament un mostreig representatiu per a les classes no objectiu.

## Introducció
La classificació d'una classe basada en SVM (OCC) es basa en identificar la hiperesfera més petita (amb radi r i centre c) que consta de tots els punts de dades. Aquest mètode s'anomena Support Vector Data Description (SVDD). Formalment, el problema es pot definir en la següent forma d'optimització restringida,

### minr,cr2subject to,||Φ(xi)−c||2≤r2∀i=1,2,...,n{\displaystyle \min _{r,c}r^{2}{\text{ subject to, }}||\Phi (x_{i})-c||^{2}\leq r^{2}\;\;\forall i=1,2,...,n}Aprenentatge PU (Positiu sense etiqueta)
Un problema similar és l'aprenentatge PU, en el qual un classificador binari s'aprèn de manera semisupervisada només a partir de punts de mostra positius i sense etiquetar.
En l'aprenentatge de PU, se suposa que hi ha dos conjunts d'exemples disponibles per a la formació: el conjunt positiu {\displaystyle P} i un conjunt mixt {\displaystyle U}, que se suposa que conté mostres tant positives com negatives, però sense que aquestes estiguin etiquetades com a tals. Això contrasta amb altres formes d'aprenentatge semisupervisat, on s'assumeix que hi ha disponible un conjunt etiquetat que conté exemples d'ambdues classes a més de mostres sense etiquetar. Existeixen diverses tècniques per adaptar els classificadors supervisats a l'entorn d'aprenentatge PU, incloses variants de l'algorisme EM. L'aprenentatge PU s'ha aplicat amb èxit al text, sèries temporals, tasques de bioinformàtica, i dades de teledetecció.

## Aplicacions

### Classificació de documents
El paradigma bàsic de la màquina vectorial de suport (SVM) s'entrena utilitzant exemples positius i negatius, però els estudis han demostrat que hi ha moltes raons vàlides per utilitzar només exemples positius.

### Estudis biomèdics
La classificació d'una classe pot ser especialment útil en estudis biomèdics on sovint les dades d'altres classes poden ser difícils o impossibles d'obtenir. En estudiar dades biomèdiques pot ser difícil i/o costós obtenir el conjunt de dades etiquetades de la segona classe que seria necessari per realitzar una classificació de dues classes.

### Detecció de deriva conceptual no supervisada
La classificació d'una sola classe té similituds amb la detecció de deriva de conceptes no supervisada, on tots dos tenen com a objectiu identificar si les dades no vistes comparteixen característiques similars a les dades inicials. Un concepte es coneix com la distribució de probabilitat fixa de la qual s'extreuen les dades.